# Dismutazione (chimica)
In chimica, la dismutazione o disproporzione (o disproporzionamento) è un particolare tipo di reazione di ossidoriduzione, nella quale un'unica sostanza in parte si ossida e in parte si riduce. La reazione opposta, detta comproporzione, si ha quando si forma un composto con uno stato di ossidazione intermedio a partire da precursori in stati di ossidazione maggiore e minore.
Più in generale il termine si può applicare a qualsiasi processo dove due specie chimiche uguali reagiscono formando due specie diverse:
{\displaystyle {\ce {2A -> A' + A''}}}
Questa definizione più generale non si applica solo a reazioni di ossidoriduzione, ma anche ad reazioni di autoionizzazione come ad esempio l'autoionizzazione dell'acqua.

## Storia
Il primo a descrivere e studiare in dettaglio una reazione di dismutazione fu il chimico finlandese Johan Gadolin. In un articolo pubblicato nel 1788 studiò la procedura impiegata per stagnare recipienti di rame usando tartrati, e riconobbe l'esistenza di diversi stati di ossidazione di un metallo. La disproporzione in questione è:
{\displaystyle {\ce {2 Sn^2+ -> Sn^4+ + Sn(s)}}}

## Esempi
- Il rame(I) è instabile in soluzione acquosa e dismuta formando rame metallico e rame(II):[1]

{\displaystyle {\ce {2 Cu+ -> Cu(s) + Cu^2+}}}
- Il cloro gassoso dismuta in soluzione alcalina formando ioni Cl− e ClO−; la reazione è complicata dal fatto che lo ione ClO− tende a dismutare ulteriormente a Cl− e ClO−3.[5]

{\displaystyle {\ce {Cl2 + 2OH- -> Cl- + ClO- + H2O}}}
{\displaystyle {\ce {3 ClO- -> 2 Cl- + ClO3-}}}
- Soluzioni concentrate di perossido di idrogeno si decompongono rapidamente in presenza di alcali o altri catalizzatori, provocando una dismutazione dell'ossigeno:[1]

{\displaystyle {\ce {2 H2O2 -> 2 H2O + O2}}}
- Il diossido di azoto si scioglie in acqua dismutando, con formazione di acido nitroso e acido nitrico. L'acido nitroso dismuta a sua volta formando monossido di azoto e acido nitrico:[1]

{\displaystyle {\ce {2 NO2 + H2O -> HNO2 + HNO3}}}
{\displaystyle {\ce {3 HNO2 -> 2 NO + HNO3 + H2O}}}
- La reazione di Cannizzaro è un esempio nel campo della chimica organica. Le aldeidi prive di atomi di idrogeno in posizione α rispetto al gruppo aldeidico danno dismutazione in presenza di basi forti. Il prodotto di ossidazione è un acido carbossilico, e il prodotto di riduzione è un alcool.

{\displaystyle {\ce {2R-CHO + H2O -> R-COOH + R-CH2OH}}}
- Un esempio particolare in chimica organica è quello delle dismutazioni radicaliche. In reazioni di questo tipo, lo stato di ossidazione dell'atomo di carbonio centrale nel radicale a sinistra cresce e lo stato di ossidazione dell'atomo di carbonio centrale del radicale a destra diminuisce. Formalmente parlando, un atomo di H viene trasferito dal radicale di sinistra al radicale di destra.

## Dismutazioni biologiche
In biochimica si chiamano talvolta dismutazioni biologiche alcune reazioni che hanno luogo nel metabolismo cellulare, per esempio la fermentazione, in assenza di ossigeno, di lattato e acetato dal piruvato per opera di due enzimi, la latticodeidrogenasi e la piruvicodeidrogenasi e la formazione di 3-fosfoglicerato nei cloroplasti durante la reazione fotosintetica di fissazione dell'anidride carbonica, reazione anch'essa catalizzata da un particolare enzima.